# Jesmyn Ward
Jesmyn Ward (ur. 1 kwietnia 1977 w Berkeley) – amerykańska pisarka i wykładowca języka angielskiego na Tulane University, pierwsza kobieta dwukrotnie uhonorowana National Book Award for Fiction (2011 r., 2017 r.). W 2018 roku została umieszczona przez tygodnik Time na liście 100 najbardziej wpływowych osób na świecie.

## Życiorys
Jesmyn Ward urodziła się w Berkeley w Kalifornii 1 kwietnia 1977. Kiedy miała 3 lata, jej rodzina przeprowadziła się do DeLisle w Missisipi. Początkowo chodziła do publicznej szkoły, następnie do prywatnej, którą ufundował pracodawca jej matki. Po ukończeniu szkoły Ward dostała się na studia na Stanford, gdzie ukończyła licencjat z języka angielskiego w 1999 oraz studia magisterskie z mediów i komunikacji w 2000 r.
Jej pierwsza książka, Where the Line Bleeds została wydana w 2008 roku. Wcześniej przez 3 lata od jej napisania Ward nie była w stanie znaleźć wydawcy i planowała zmianę zawodu.
2 lata później wydała swoją drugą książkę, Zbieranie kości (tytuł oryginalny: Salvage the Bones). W 2011 roku otrzymała za nią swoją pierwszą nagrodę National Book Award. Książka opowiada o biednej czarnoskórej rodzinie zmagającej się z katastrofą uderzenia huraganu Katrina. Ward bazuje w niej również na swoich doświadczeniach, ponieważ była w Missisipi podczas huraganu.
Kolejną National Book Award otrzymała w 2017 roku za książkę Śpiewajcie, z prochów, śpiewajcie (Sing, Unburied, Sing).

## Książki
- Where the Line Bleeds, 2008
- Zbieranie kości (Salvage the Bones), 2011, polskie wydanie: Wydawnictwo Poznańskie, 2020[6])
- Men We Reaped, 2013
- The Fire This Time (zbiór esejów), 2016
- Śpiewajcie, z prochów, śpiewajcie (Sing, Unburied, Sing), 2017, polskie wydanie: Wydawnictwo Poznańskie, 2019[7])
- Navigate Your Stars, 2020[8]
- Let Us Descend, 2023[9]

## Nagrody i wyróżnienia
- National Book Award za Zbieranie kości, 2011
- finalistka The National Book Critics Circle Award w kategorii „autobiografia” za Men We Reaped, 2013[10]
- National Book Award za Śpiewajcie, z prochów, śpiewajcie, 2017
- MacArthur Genius Grant, 2017[11]
- Anisfield-Wolf Book Award za Śpiewajcie, z prochów, śpiewajcie, 2018[12]
- Umieszczenie na liście 100 najbardziej wpływowych osób na świecie tygodnika „Time”, 2018[13]